# Titus Manlius Torquatus (consul en -235)
Pour les articles homonymes, voir Titus Manlius Torquatus.
Titus Manlius Torquatus était un homme politique de la République romaine. Il est consul en 235 et en 224, et dictateur en 208 av. J.-C.

## Biographie
- En 235 av. J.-C., il est consul pour la première fois. Il bat les Sardes, la Sardaigne ayant été acquise sur les Carthaginois après la première guerre punique. Après cette guerre, le temple de Janus est fermé pour la deuxième fois dans l'histoire romaine. Mais en Corse à la tête de 5000 hommes et 400 cavaliers, il est mis à mal par les Corses. Ce qui oblige Rome à envoyer une cinquième expédition avec à sa tête Spurius Carvilius Maximus.
- En 231 av. J.-C., il est censeur, mais comme les présages n'étaient pas propices, il démissionne.
- En 224 av. J.-C., il est consul pour la seconde fois.
- En 216 av. J.-C., il est le plus âgé des sénateurs. Il est contre le paiement d'une rançon qui aurait libéré les survivants de la bataille de Cannes, prisonniers des Carthaginois, parce qu'ils n'avaient fait aucun effort pour briser les lignes carthaginoises.
- En 215 av. J.-C., il est envoyé en Sardaigne, après la maladie de Quintus Mucius Scaevola et défait une tentative carthaginoise de reconquérir l'île.
- En 212 av. J.-C., lors du choix du pontifex maximus, il n'est pas choisi, on lui préfère un homme plus jeune et moins distingué que lui, Publius Licinius Crassus.
- En 210 av. J.-C., on lui préfère Quintus Fabius Maximus Verrucosus Cunctator, comme senatus princeps.
- En 208 av. J.-C., il est dictateur et bat les Carthaginois.
- En 202 av. J.-C., on n'est pas sûr qu'il soit encore en vie lorsque Scipion défait Hannibal Barca à la bataille de Zama.